# Estación Zavalla
Zavalla es una estación ferroviaria ubicada en la localidad del mismo nombre, en el Departamento Rosario, Provincia de Santa Fe, Argentina.

## Servicios
La estación corresponde al Ferrocarril General Bartolomé Mitre de la red ferroviaria argentina. Presta servicios de cargas por la empresa Nuevo Central Argentino.